# 堀直升
堀 直升（ほり なおます、慶長13年（1608年） - 寛永14年3月17日（1637年4月12日））は、江戸時代前期の大名。信濃国須坂藩の第2代藩主。信濃須坂堀家2代。
初代藩主堀直重の長男。母は堀秀重の娘。正室は堀直之の娘。子に堀直輝（長男）、娘（花房幸昌正室）。官位は従五位下、淡路守。
元和元年（1615年）、将軍徳川秀忠に拝謁する。元和3年（1617年）、父・直重の死去により家督を相続する。相続時、下総国香取郡矢作2000石のうち、次弟の堀直昭に1000石、三弟の直久と末弟の直秀（いずれも一代で無嗣断絶）に500石ずつを分知した。
寛永14年（1637年）に没し、跡を長男の直輝が継いだ。

## 系譜
父母
- 堀直重（父）
- 堀秀重の娘（母）

正室
- 堀直之の娘

子女
- 堀直輝（長男）生母は正室
- 花房幸昌正室、生母は正室